# Silvije Strahimir Kranjčević
Silvije Strahimir Kranjčević (ur. 17 lutego 1865 w Senju, zm. 29 października 1908 w Sarajewie) – chorwacki poeta, uważany za najwybitniejszego przedstawiciela chorwackiego realizmu.

## Życiorys
Z powodu swojej buntowniczej postawy ukończył gimnazjum nie zdając egzaminu maturalnego. Następnie wyjechał do Rzymu, gdzie wstąpił do elitarnego Instytutu Germanico-Hungaricum i rozpoczął naukę teologii. Nie czując powołania zrezygnował z przyjęcia święceń kapłańskich, po czym przeniósł się do Zagrzebia, gdzie ukończył kurs nauczycielski. W następnych latach pracował jako nauczyciel w Mostarze, Livnie, Bijeljinie oraz Sarajewie. W latach 1895–1903 był redaktorem czasopisma literackiego Nada, wydawanego pod patronatem rządu bośniackiego. Pod koniec życia został dyrektorem szkoły handlowej w Sarajewie.

## Publikacje
Pierwszy tomik wierszy, zatytułowany Bukarkinje (Zawodzenia) wydał w 1885. Zawarte w nim utwory są pełne patosu na wzór
Šenoi, ale można już w nich wyczuć nowe tony – zwłaszcza nutę społeczną. Po wydaniu tomiku, został współpracownikiem czołowych pism literackich. Za życia wydał jeszcze dwa kolejne zbiory: Izabrane pjesme (Wiersze wybrane, 1898) i Trzaji (Rozterki, 1902). Wydania ostatniej przygotowanej już do druku pozycji pt. Pjesme (Wiersze) nie doczekał. Jest także autorem niewielkiej ilości utworów prozaicznych, które zostały opublikowane po jego śmierci w książce Pjesnička proza (Proza poetycka).